# Maison de Dinan
Pour les articles homonymes, voir Dinan (homonymie).
La maison de Dinan, olim d'Alet, est une famille féodale de Bretagne. Elle remonte sa filiation suivie au XIe siècle et s'est éteinte au XVIe siècle.

## Origines
- Hamon Ier d'Alet ( † vers 1030), vicomte d'Alet,
marié à Roianteline, vicomtesse ( † après le 5 avril 1030), fille de Riwall, dont :
Hamon II, vicomte d'Alet, ancêtre des vicomtes d'Alet puis du Poudouvre,
enfants :
Main ( † vers 1076), évêque de Rennes,
Hamon III ( † vers 1084), vicomte d'Aleth,
enfants :
un fils,
Gervais, dit le Breton ( † après 1119), chevalier,
Junguenée ( † avant le 1er octobre 1040), archevêque de Dol, bâtisseur du Château de Combourg, qu'il confie à son frère Riwallon Ier,
Josselin, seigneur de Dinan,
Riwallon Ier, dit Capra Canuta (Chèvre Chenue) (1015 † 1065), seigneur de Combourg et avoué de Dol (porte-enseigne de Saint Samson),
Innoguent ( † entre 1064 et 1066),
mariée à Teuharius, ancêtre de la Famille de Châteaubriant,
d'une autre relation, il eut :
Salomon ( † 1014), ancêtre des Châteauneuf,
- Josselin ou Gauzlin de Dinan ( † après 1040), seigneur de Dinan, Jugon et Bécherel, bâtisseur de l'ancien château de Dinan (disparu),
Olivier Ier, seigneur de Dinan et de Jugon,
Rolland (ou Ruellan ou Riwallon) de Dinan, dit le Roux ( † après 1115), seigneur de Plouër,
Geoffroi, compagnon de Guillaume le Conquérant à la Conquête de l'Angleterre, en 1066, puis croisé en 1096,

## Les branches

### Branche aînée
- Olivier Ier de Dinan, seigneur de Dinan et de Jugon,
marié à Cana, dont :
Geoffroy Ier, seigneur de Dinan,
Riwallon
- Geoffroy Ier de Dinan (1065 † 1123), seigneur de Dinan,
marié à Radegonde, fille de Gautier d'Acigné et d'Adèle de Laval, dont :
Olivier II, auteur de la branche de Dinan-Nord,
marié à Radegunde, dite Orieldis de Châteaugiron ( † avant 1109), dont :
Guillaume, dit L'Abbé,
Rolland,
Alain, auteur de la branche de Dinan-Sud,
Josselin[1] ( † 1166), de son père, il reçoit les terres d'outre Manche :Lord de Ludlow,
enfants :
Sybille ( † 1212),
mariée à Hugh de Plugenet ( † vers 1201),
Havoise,
mariée à Foulques Ier FitzWarin (né vers 1165 - Shropshire † 1197), Lord FitzWarin,

À la suite du partage consécutif à son décès (1123), Dinan est séparé en deux parties distinctes.

### Branche de Dinan-Nord
- Olivier II de Dinan ( † 1150), seigneur de Dinan-Nord : il reçut en héritage la partie nord de la ville de Dinan (paroisse Saint-Malo), le château de Dinan, prend également des terres en milieu rural : Jugon, Corseul et Plancoët,
marié en 1135 à Agnorée (ou Agnorie) (1105 † 1167), fille de Étienne Ier de Penthièvre (1093 † 1137), comte de Trégor et de Guingamp, seigneur de Goëlo, puis comte de Penthièvre, Comte de Richmond, dont :
Alain ( † 1157),
Geoffroy II, vicomte de Dinan-Nord,
Olivier de Dinham ( † 1189), auteur de la branche de Dinham établie en Angleterre,
Bertrand,
Guillaume,
Roland,
enfants,
Roland Ier ( † 1266), vicomte de Poudouvre, seigneur de Montafilant et de Coron, auteur de la branche de Montafilant,
Pierre de Dinan
- Geoffroy II de Dinan ( † 1179), vicomte de Dinan-Nord,
marié à Muliel de Poudouvre, dont :
Geffroy,
Olivier III, seigneur de Dinan-Nord,
Marguerite de Dinan, dame de Plancoët,
mariée avant 1219 à Jean Geffroy de Goyon-Matignon ( † avant 1219),
mariée vers 1220 avec Guy de L'Argentaye,
mariée vers 1230 avec Juhel de Montfort,
Amicie,
Roland, ancêtre de la branche des Plancoët,
- Olivier III de Dinan ( † 1209), seigneur de Dinan-Nord jusqu'aux années 1170, date à laquelle une partie de sa seigneurie lui échappa au profit du duc[2],
enfant :
Havoise,
- Havoise de Dinan (née vers 1200), dame héritière de Dinan-Nord,
mariée en 1225 à Alain[3] (1200 † après 1247), seigneur de Beaufort, et de Dinan-Nord, dont :
Clémence de Beaufort (vers 1230 † avant 1263), dame héritière de Dinan-Nord,
mariée vers 1246 à Alain II d'Avaugour (1224 † vers 1267), comte de Goëlo, seigneur de Dinan-Sud, 4e seigneur de Bécherel, seigneur de Mayenne et de Laigle,
Jeanne de Beaufort ( † après 1280), dame héritière de Beaufort,
mariée en 1251 à Briand Ier de Châteaubriant-Beaufort ( † après 1301), seigneur de Beaufort, tige de la branche de Beaufort de la Famille de Châteaubriant,

### Branche de Dinham
- Olivier de Dinham ( † après 1189), auteur de la branche de Dinham établie en Angleterre,
enfant :
Geoffrey Ier,
- Geoffrey Ier de Dinham,
enfant :
Olivier Ier,
- Olivier Ier de Dinham ( † 1221),
enfant :
Geoffrey II, chevalier de Hartland,
- Geoffrey II de Dinham ( † 1258), chevalier de Hartland,
enfants :
Olivier II, 1er Lord Dinham
Thomas,
Jane,
mariée à Roger de Carminowe,
- Olivier II de Dinham (avant 1234 † 5 mars 1298), chevalier de Hartland, Nutwell et Ilsington, 1er Lord Dinham,
marié à Isolda de Cardinan,
marié à Isabel de Courtenay, dite de Vere, comtesse douairière d'Oxford, dont :
Josce, 2e Lord Dinham,
- Josce ou Gauzlin de Dinham (avant 1274 † 7 avril 1301), chevalier de Hartland, 2e Lord Dinham,
marié à Margaret de Hydon, héritière d'une partie du Devonshire, dont :
John Ier, 3e Lord Dinham,
Olivier III ( † 1352),
enfant :
Olivier IV ( † 1351),
marié à Joan de Brian, dont :
Margaret,
mariée à William Asthorpe,
- John Ier de Dinham (21 septembre 1295 † avant le 23 avril 1332), chevalier de Hartland, 3e Lord Dinham,
marié à Emma de Widworthy, dont :
John II, 4e Lord Dinham,
d'une relation avec Maud de Moleton, il aura :
deux enfants,
- John II de Dinham (avant 1318 † Tué le 7 janvier 1382), chevalier de Hartland, 4e Lord Dinham,
marié à Muriel de Courtenay ( † 1369), dont :
John III, 5e Lord Dinham,
Muriel,
mariée avant 1412 à Edouard de Hastings (29 mai 1382 † 15 janvier 1437), 8e Lord Hastings,
- John III de Dinham (1359 † 3 janvier 1429), 5e Lord Dinham,
marié à Maud de Mautravers, puis,
marié à une certaine Ellen, puis,
marié à Philippa Lovell ( † 24 mai 1465), dont :
John IV, 6e Lord Dinham, 1406-1457
- John IV de Dinham (1406 - Hartland † 3 février 1457 - Nutwell), 6e Lord Dinham,
marié à Joan Arches (1410 † 29 avril 1497), dont :
John V, 7e Lord Dinham,
Charles ( † 1493),
Olive ( † 1500),
Roger ( † 1490),
Margaret ( † 22 décembre 1470),
mariée à Nicolas Carew, Sir baron Carew,
Katherine (née vers 1457 - Hartland),
mariée le 23 décembre 1473 à Sir Thomas Arundel de Lanherne (vers 1454 - Lanherne, Cornouailles † 10 octobre 1485,
Joan,
mariée avant le 26 février 1487 à John Zouche de Haryngworth (1459 † 1526), 7e Lord Zouche,
Edith,
Elisabeth (1449 † 29 octobre 1516),
mariée vers 1470 à Foulques Bourchier (3 novembre 1445 † 27 septembre 1479), 2e Lord FitzWarin,
- John V de Dinham (1443 - Nutwell † 28 janvier 1501), 7e Lord Dinham, chevalier de l'Ordre de la Jarretière, Lord trésorier du roi Henri VII,
marié à Elisabeth FitzWalter ( † entre 1483 et 1485), Baronne Dinham FitzWalter, dont :
Georges ( † 28 juin 1487),
Philippa ( † 16 novembre 1485),
marié en 1488 à Elisabeth Willoughby ( † après le 20 janvier 1505), sans postérité,
d'une autre relation, il aura,
Thomas,

### Branchede Montafilant
- Roland Ier de Dinan-Montafilant (vers 1175 † vers 1266), vicomte de Poudouvre, seigneur de Montafilant et de Coron, auteur de la branche de Montafilant,
marié à Agnès, dame héritière de Corron, dont :
Raoul Ier, vicomte de la Bellière, auteur du rameau de la Bellière,
Geoffroy III, seigneur de Montafilant,
Jean, seigneur de Duretal,
marié à Marie de Tonquédec ( † après 1243), sans postérité,
- Geoffroy III de Dinan-Montafilant (vers 1200 † avant 1260), seigneur de Montafilant,
marié à une fille (vers 1215 † avant 1260) de Prigent ou Geslin de Coëtmen, vicomte de Tonquédec, dame héritière de Runefau, dont :
Roland II, seigneur de Montafilant
- Roland II de Dinan-Montafilant (vers 1230 † vers 1319), chevalier, seigneur de Montafilant et de Runefau,
marié à Anne (née vers 1245), fille de Hervé III le Simple ( † vers 1264), vicomte de Léon et de Marguerite de Dinan, dont :
Geoffroy IV, seigneur de Montafilant,
Jean ( † après 1341),
marié à Philippe, fille de son beau-frère Guillaume du Guesclin, dont :
Amette, dame du Chatelier, de L'Armorique, de Kerusas et de Keralan,
mariée à Jean (Eon) Foucault ( † Tué le 26 octobre 1371 - Bécherel), seigneur de Lescoulouarn,
mariée à Yvon de Launay,
mariée avant 1390 à Philippe du Quélennec, seigneur de Kerjolis,
Alix,
mariée à Guillaume du Guesclin (vers 1280 † après 1338), seigneur de Broons et de la Ville-Anne,
- Geoffroy IV de Dinan-Montafilant (vers 1260 † 9 mars 1312), chevalier, seigneur de Montafilant,
marié en juin 1287 à Jeanne (vers 1260 † 25 février 1299) (fille de Clémence de Beaufort et d'Alain II d'Avaugour), qui apporte en dot 100 livres de rentes, ainsi que le fief de la Roche-Suhart, dont
Marie de Dinan-Montafilant, dite du Guildo, dame du Guildo,
mariée en 1315 à Jean III de Beaumanoir (né vers 1285), seigneur de Beaumanoir, de Merdrignac et de La Hardouinaye,
Roland III, seigneur de Montafilant,
Henri,
- Roland III de Dinan-Montafilant (vers 1290 † 9 mars 1349 - Dinan), seigneur de Montafilant,
marié en 1315 à Thomasse (née vers 1295), fille de Geoffroy VII (1257 † 27 mars 1301), baron de Châteaubriant, châtelain du Désert, seigneur de Vioreau, de Challain, du Lion-d'Angers et de Chanzeaux, dont :
Roland IV, seigneur de Montafilant,
Marie (née en 1316), dame de Runefau et de Goudelin,
mariée le 8 février 1340 à Jean Ier ( † 1371), seigneur de Coëtmen, vicomte de Tonquédec, seigneur de Landegonnec, Pléhédel et Langarzau,
Geoffroy (1320 † 1390 - Carthage),
Isabelle,
mariée à Savary de Vivonne, seigneur de Thors,
Louis de Dinan-Montafilant, seigneur de Limoëlan,
marié à Jeanne Rousselot, dame de Limoëlan, dont :
Roland de Dinan-Montafilant, seigneur de Limoëlan,
marié à Clémence Carbonnel,
Thomine,
mariée en 1394 à Étienne Gouyon de Launay (1345 † 1401), seigneur de Launay-Goyon,
- Roland IV de Dinan-Montafilant (vers 1315 † 29 septembre 1364 - Bataille d'Auray), seigneur de Montafilant,
marié à Jeanne (née vers 1320), fille de Amaury III de Craon (vers 1278 † 26 janvier 1333), Seigneur de Craon et de Sablé, sénéchal d'Anjou et du Maine et de Touraine, dont :
Jeanne (née vers 1340),
mariée à Bertrand II Alias Alain de Goyon-Matignon (vers 1340 † après 1381), seigneur de Matignon et de La Roche-Goyon,
Charles, seigneur de Montafilant,
- Charles de Dinan-Montafilant ( † 19 septembre 1418), seigneur de Châteaubriant, et de Montafilant, châtelain du Désert et seigneur de Vioreau, ambassadeur du duc de Bretagne auprès du duc de Bourgogne en 1408,
marié à Jeanne, baronne héritière d'Ancenis (1316 † 1376), sans postérité,
marié à Constance de Coëtelan ( † vers 1407), veuve d'Even du Fou, sans postérité,
marié à Jeanne de Beaumanoir ( † 1399), dame héritière (de ses deux demi-frères) de Beaumanoir, de Merdrignac et de La Hardouinaye, dont :
Roland V ( † 1419, inhumé en l'abbaye de Beaulieu), seigneur de Montafilant, de Moncontour, de Châteaubriant, de Vioreau, châtelain du Désert,
marié à Marie du Perrier, sans postérité,
Henry ( † 1403), seigneur de La Hardouinaye,
Robert de Dinan ( † 1429), chevalier banneret, seigneur de Moncontour, de Montafilant, seigneur de Châteaubriant, de Vioreau, châtelain du Désert,
marié à Jeanne, fille de Jean Ier de Châtillon (1345 † 1404), comte de Penthièvre, vicomte de Limoges, seigneur d'Avaugour et d'Avesnes, sans postérité,
Bertrand, seigneur de Châteaubriant, et de Beaumanoir,
Jacques, seigneur de Beaumanoir,
Thomine ( † après le 14 décembre 1406),
mariée à Geoffroy de Bréhant ( † janvier 1433), chevalier, seigneur de Belleissue, de Montbrehan et de Saint-Alban, capitaine de Dol,
mariée à Jean de La Haye ( † avant 1456), seigneur de Passavant, de Chemillé, de Mortagne, de Mallièvre, de Beaumont, de Brissac, et de Champeaux,
Marguerite[4],
mariée à Foulques Paynel ( † 1413),
marié à Jeanne Raguenel ( † 1448), sans postérité,
- Bertrand de Dinan-Montafilant ( † 21 mai 1444), chevalier banneret, seigneur de Châteaubriant, de Vioreau, de Beaumanoir, et de Montafilant, du Bodister et des Huguetières, châtelain du Désert, Maréchal de Bretagne, chambellan du duc de Bretagne,
marié à Marie de Surgères, sans postérité,
marié à Jeanne (11 septembre 1399 † 3 mars 1456), comtesse héritière d'Harcourt, dame douairière d'Ancenis, fille de Jean VII, comte d'Harcourt, sans postérité,
Il laissa pour seule héritière à sa mort le 21 mai 1444 sa nièce Françoise de Dinan fille unique de son frère puiné Jacques de Dinan disparu un mois plus tôt.
- Jacques de Dinan-Montafilant ( † 30 avril 1444), chevalier banneret, seigneur de Beaumanoir, de Montafilant, et du Bodister, capitaine de Josselin, gouverneur des ville et Château de Sablé, grand bouteiller de France,

marié le 22 février 1429 (Château de La Chèze) à Catherine (vers 1425 † après le 24 mars 1471), fille de Alain IX (1382 † 20 mars 1462 - Château de La Chèze), vicomte de Rohan, dont :
Françoise, Dame de Chateaubriant, et de Beaumanoir.
- Françoise de Dinan-Montafilant (20 novembre 1436 - Manoir de la Roche-Suhart en Trémuson † 3 janvier 1499 - Châteaubriant, inhumée au couvent des Dominicains à Nantes)), Dame de Chateaubriant, de Beaumanoir, du Guildo, de Montafilant, de Candé, de Vioreau, des Huguetières, du Bodister et de La Hardouinaye, gouvernante de Anne de Bretagne,
mariée (convoitée et enlevée) en 1444 à Gilles de Bretagne (1420 † 1450), seigneur de Chantocé, frère des ducs de Bretagne François Ier (1414 † 1450) et Pierre II (1418 † 1457)  (mariage sans postérité), puis,
fiancée en 1450 à Guy XV de Laval, puis,
mariée en février 1451 (Vitré) à Guy XIV de Laval, père du précédent,
mariée clandestinement en 1494 avec Jean de Proisy, noble de Picardie.

#### Rameaude la Bellière
- Raoul Ier de Dinan ( † 1296), vicomte de la Bellière, auteur du rameau de la Bellière,
marié à Philippe ( † 19 novembre 1300), dame de la Bellière, dont :
Raoul II, vicomte de la Bellière,
- Raoul II de Dinan ( † vers 1329), vicomte de la Bellière,
marié à Philippe, dont :
Guillaume, vicomte de la Bellière,
Perrine,
mariée à Alain II du Chastellier,
- Guillaume, vicomte de la Bellière, ( † 1337 - Lanvallay),
marié à Denise, dont :
Jeanne, vicomtesse de la Bellière,
mariée à Robin III Raguenel ( † 1363), seigneur de Chatel-Oger,
mariée à Pierre Ier, seigneur de Plouër,
Philippine ( † 1363),
mariée à Jean II Botherel ( † 20 juin 1347 - Bataille de La Roche-Derrien), 3e seigneur de Quintin,

### Branche de Dinan-Sud
- Alain de Dinan ( † 1157), seigneur de Dinan-Sud, 1er seigneur de Bécherel, il est considéré comme le fondateur du château de Bécherel,
enfants :
Rolland, seigneur de Dinan-Sud,
Emma épouse Robert III de Vitré,
- Rolland de Dinan ( † 1186), seigneur de Dinan-Sud, 2e seigneur de Bécherel,
sans union, il adopta son neveu issu de la famille de Vitré :
Alain de Vitré dit de Dinan (1155 † avant 1197), seigneur de Dinan-Sud, 3e seigneur de Bécherel, sénéchal de Bretagne,
marié à Clémence de Fougères (vers 1175 † 1252), fille de Guillaume de Fougères, dont :
Gervaise de Dinan (vers 1190 † après 1238.

## Membres illustres de la famille
- Pierre de Dinan ( † 1210), chancelier de Bretagne et évêque de Rennes,

## Charges et fonctions

### Branche aînée
- seigneur de Dinan, seigneur de Plouër et de Lanvallay,
- Lord de Ludlow,
- chancelier de Bretagne,
- évêque de Rennes,

### Branchede Montafilant
- ambassadeur du duc de Bretagne auprès du duc de Bourgogne,
- grand bouteiller de France,
- chambellan du duc de Bretagne,
- gouvernante de Anne de Bretagne,
- capitaine de Josselin,
- gouverneur des ville et Château de Sablé,
- Maréchal de Bretagne,

### Branche de Dinham
- Lord Dinham,
- chevalier de l'Ordre de la Jarretière,
- Lord trésorier du roi Henri VII,

## Châteaux
- Château de Dinan
- Château de Bécherel
- Château de Montafilant
- Château de Châteaubriant

## Terres

### Branche aînée
Les membres de la branche aînée de la Maison de Dinan étaient teneur des fiefs :
- de Dinan et de Léhon en qualité de seigneur,
- de Bécherel en qualité de baron,

### Branchede Montafilant
Les membres de la branche de Montafilant de la Maison de Dinan étaient teneur des fiefs :
- de Montafilant, de Châteaubriant, de Beaumanoir, en qualité de baron,
- de Poudouvre, de La Roche-Suhart, en qualité de vicomte,
- de Merdrignac, de La Hardouinaye, du Guildo, de Plancoët, de Guicaznou, de Bodister, de Corron, des Huguetères, en qualité de seigneur,
- de Runfao, en qualité de châtellenie,

#### Rameaude la Bellière
Les membres du rameau Rameau de la Bellière de la Maison de Dinan étaient teneur des fiefs :
- de la Bellière en qualité de vicomte,

### Branche de Dinan-Sud(Bécherel)
Les membres de la Branche de Dinan-Sud de la Maison de Dinan étaient teneur des fiefs :
- de Bécherel, en qualité de baron,

## Armes
| Image | Armes de la Maison de Dinan |
| ----- | --- |
|       | Armes antiques De gueules à la croix ancrée d'argent, chargée de cinq hermines. |
|       | Maison de Dinan De gueules à quatre fusées d'hermine posées en fasce, accompagnée de six besants du même. |
|       | Charles de Dinan, seigneur de Chateaubriant, Ecartelé : 1 et 4, de gueules, à la fasce de quatre fusées d'hermine, accompagnée de six tourteaux du même (3 et 3) (Dinan) ; 2 et 3, de gueules, semé de fleurs de lys d'or (Chateaubriant). |
|       | Armes supposées de Jacques de Dinan, seigneur de Beaumanoir, fils du précédent, Ecartelé : 1 et 4, de gueules, à la fasce de quatre fusées d'hermine, accompagnée de six tourteaux du même (3 et 3) (Dinan) ; 2 et 3, d'azur à onze billettes d argent posées 4.3.4 (Beaumanoir). Cimier : peut-être, comme son père et son frère, un chapeau de gueules rebrassé d hermine et sommé d'un vol d hermine doublé de gueules. Lambrequins de gueules doublés d hermine. |
|       | John V de Dinham (1443-1501), 7e Lord Dinham, chevalier de l'[[Ordre de la Jarretière]], Lord trésorier du roi Henri VII, De gueules à quatre fusées d'hermine posées en fasce. |

## Devise
- Hary avant

## Alliances
Maison d'Acigné, Famille de Châteaugiron, 1re Maison de Penthièvre, Famille de Fougères, Famille de Vitré, Famille d'Ancenis, Famille de Châteaubriant, Famille de Beaumanoir, Maison de Châtillon, Famille Raguenel, Famille de Coëtmen, Famille de Léon, Famille du Guesclin, Famille Botherel de Quintin, Maison du Quélennec, Maison de Goyon, Famille de Craon, Famille de Rohan, Maison d'Harcourt, Maison de Dreux-Bretagne, Maison de Montfort-Laval, Maison capétienne de Courtenay...